# Harry Catterick
Harry Catterick (* 26. November 1919 in Darlington; † 9. März 1985 in Liverpool) war ein englischer Fußballspieler und Fußballtrainer.

## Trainerkarriere
Sein erstes Engagement als Trainer hatte Catterick als Spielertrainer beim Drittligisten Crewe Alexandra von 1951 bis 1953. Von 1953 bis 1958 trainierte er den Drittligisten AFC Rochdale, mit dem er vornehmlich im unteren Mittelfeld herumkrebste. Wichtig war aber der 10. Platz in der Saison 1957/58, der ausreichend war, den Verein bei der Vereinigung der Nord- und Südstaffeln der Dritten Division für die neue eingleisige Liga zu qualifizieren.
1958 wurde er Trainer bei Sheffield Wednesday und führte den Verein sogleich in die erste Liga zurück. Die Saison 1960/61 beendete Wednesday als Vizemeister, die beste Platzierung seit der Meisterschaft 1930 und ein Erfolg den der Verein seither nicht mehr replizieren konnte.
Aber schon zwei Spieltage vor Saisonende wurde er vom FC Everton als Nachfolger von Johnny Carey verpflichtet. Mit den Toffees gewann er als Trainer 1963 und 1970 die englische Meisterschaft und 1966 den englischen Pokal. Nach den erfolglosen Jahre 1971 und 1972 bekam er am 5. Januar 1972 einen Herzinfarkt, aufgrund höchster Belastung. Nach diesem gesundheitlichen Schicksalsschlag trat er als Trainer zurück und wurde bis 1975 sportlicher Leiter. Von 1975 bis 1977 trainierte er noch Preston North End. Catterick starb am 9. März 1985 an einem Herzinfarkt, nachdem er dem FA-Cup-Spiel Ipswich Town gegen den FC Everton im Stadion beiwohnte.

## Erfolge
- englischer Pokalsieger 1966
- englische Meisterschaft 1963, 1970